# Позо-Парк (Каліфорнія)
Позо-Парк (англ. Poso Park) — переписна місцевість (CDP) в США, в окрузі Туларе штату Каліфорнія. Населення — 9 осіб (2010).

## Географія
Позо-Парк розташоване за координатами 35°48′41″ пн. ш. 118°38′12″ зх. д. / 35.81139° пн. ш. 118.63667° зх. д. (35.811272, -118.636537).  За даними Бюро перепису населення США в 2010 році переписна місцевість мала площу 0,11 км², уся площа — суходіл.

## Демографія
Згідно з переписом 2010 року, у переписній місцевості мешкало 9 осіб у 4 домогосподарствах у складі 4 родин. Густота населення становила 80 осіб/км².  Було 47 помешкань (416/км²).
Расовий склад населення:
| - 100,0 % — білих |

До двох чи більше рас належало 0,0 %. Частка іспаномовних становила 0,0 % від усіх жителів.
За віковим діапазоном населення розподілялося таким чином: 0,0 % — особи молодші 18 років, 55,6 % — особи у віці 18—64 років, 44,4 % — особи у віці 65 років та старші. Медіана віку мешканця становила 57,8 року. На 100 осіб жіночої статі у переписній місцевості припадало 350,0 чоловіків;  на 100 жінок у віці від 18 років та старших — 350,0 чоловіків також старших 18 років.
Цивільне працевлаштоване населення становило 0 осіб. 